# Graal-Müritz
Graal-Müritz é um município da Alemanha, situado no distrito de Rostock, no estado de Mecklemburgo-Pomerânia Ocidental. Tem 8,34 km² de área, e sua população em 2019 foi estimada em 4.072 habitantes.